# In a World Like This
In a World Like This는 백스트리트 보이즈의 8번째 음반으로, 2013년 발매되었다.